# Korten på bordet (film)
Poirot – Korten på Bordet är en brittisk TV-film från 2005 i regi av Sarah Harding. Filmen är baserad på Agatha Christies roman Korten på bordet från 1936.

## Rollista (i urval)
- David Suchet – Hercule Poirot
- James Alper – Shaitana's Butler
- Philip Bowen – Mr Luxmore
- Cordelia Bugeja – Mrs Luxmore
- Zigi Ellison – Mrs Craddock
- Tristan Gemmill – Major Despard
- Alex Jennings – Dr Roberts
- Lucy Liemann – Miss Burgess
- Lesley Manville – Mrs Lorrimer
- Lyndsey Marshal – Miss Meredith
- Jenny Ogilvie – Millie
- Robert Pugh – Colonel Hughes
- Douglas Reith – Serge Maurice
- Alexander Siddig – Shaitana
- Zoë Wanamaker – Mrs. Ariadne Oliver